# William John Watkins
Œuvres principales
- Série Legrange League
- Le Dieu Machine

William John Watkins, né le 19 juillet 1942 à Coaldale en Pennsylvanie, est un écrivain de science-fiction et un poète américain. Il a travaillé pour le Brookdale Community College, dans le New Jersey, dont il est à présent retraité.
Entre la fin des années 1970 et les années 1980, il s'est fait connaître par ses romains mais est désormais plutôt réputé pour ses nouvelles et ses poèmes. Son second prénom est souvent orthographié Jon.

## Œuvres

### SérieLegrange League
1. (en) The Centrifugal Rickshaw Dancer, 1985
2. (en) Going to See the End of the Sky, 1986

### Romans indépendants
- (en) Ecodeath, 1972
- (en) Clickwhistle, 1973
- Le Dieu Machine, Presses de la Renaissance, 1977 ((en) The God Machine, 1973), trad. Jean-Pierre Huet, 288 p.  (ISBN 2-85616-052-2)
- (en) The Litany of Sh'reev, 1976Écrit avec Gene Snyder.
- (en) What Rough Beast, 1980
- (en) The Last Deathship off Antares, 1989
- (en) Cosmic Thunder, 1996